# Tô Triệt
Tô Triệt (chữ Hán: 蘇轍, 1039-1112), tự: Tử Do (子由), hiệu Dĩnh Tân Di Lão (颍滨遗老), là quan nhà Tống, và là nhà văn đứng trong hàng tám nhà văn lớn  thời Đường-Tống trong lịch sử văn học Trung Quốc.

## Thân thế và sự nghiệp
Tô Triệt là người Mi Châu, Mi Sơn (nay thuộc Tứ Xuyên). Ông là con trai thứ ba của Tô Tuân, và là em của Tô Thức (tức Tô Đông Pha). Cả ba đều đứng trong hàng tám nhà văn lớn thời Đường-Tống (Đường-Tống bát đại gia), và được người đời gọi chung là "Tam Tô".
Xuất thân trong một gia đình trí thức khá nghèo, thuở nhỏ, Tô Triệt học với cha. Ngoài ra, ông còn học với thầy Lưu Thuần (tự là Huy Chi) ở phía tây thành Mi Sơn.
Cũng như anh trai, Tô Triệt lấy vợ sớm (17 tuổi). Năm 1057 đời Tống Nhân Tông (ở ngôi: 1022-1063), ông cùng anh là Tô Thức đến kinh đô Khai Phong thi, và đều đỗ Tiến sĩ.
Đến năm 1061, ông cùng Tô Thức lại đỗ Chế khoa, nhưng lấy cớ phải phụng dưỡng cha, Tô Triệt xin chưa nhận chức quan.
Nhà Bắc Tống lúc bấy giờ rất suy yếu. Để củng cố lại, năm 1070, Hoàng đế Tống Thần Tông cử Vương An Thạch được cử làm Tể tướng, và ông này đã đưa ra một số cải cách (gọi tắt là "tân pháp", hay "biến pháp"). Khi các pháp ấy thi hành thì gặp sự chống đối của nhiều quan lại và sĩ phu, trong số đó có Tô Thức và Tô Triệt. Cũng ngay năm này (1070), Tô Triệt dâng thư lên Hoàng đế, trần tình rằng khổng thể sửa đổi pháp chế được. Tống Thần Tông bèn triệu ông vào điện cùng bàn, rồi lệnh cho ông phải tham gia công cuộc cải cách. Khi làm, Tô Triệt thấy có nhiều việc không phù hợp, ông lại dâng thư công kích tân pháp. Người đứng đầu phái Tân pháp là Vương An Thạch giận lắm, muốn buộc tội ông, nhờ có lời tâu của Trần Thắng Chi, ông mới khỏi tội, nhưng bị đổi làm Trấn thủ ở Hà Nam .
Năm 1073, Tô Triệt bị đổi làm thư ký ở Tề Châu (nay là huyện Lịch Thành, tỉnh Sơn Đông).
Năm 1077, ông đổi sang làm Trước tác lang. Khi Trương Phương Bình đi trấn thủ ở Nam Kinh, ông cũng tới đó nhận chức.
Năm 1079, Tô Thức bị giam vào ngục vì "làm thơ báng bổ triều đình", Tô Triệt tình nguyện đem chức quan của mình ra chuộc tội cho anh, nhưng không được chấp thuận, lại bị giáng chức và đày đi Quân Châu (nay là huyện Cao An, tỉnh Giang Tây), làm công việc trông coi và giám sát thuế.
Năm 1084, ông được thăng làm Tri huyện Tích Khê (nay là huyện Tích Khê, tỉnh An Huy). Tuy ở đây không lâu, nhưng ông đã làm được nhiều việc cho dân, được dân quý trọng và khen ngợi .
Sau khi Tống Triết Tông (ở ngôi: 1085-1100) lên nối ngôi, phái Cựu đảng (chống phái Tân pháp của Vương An Thạch) do Tư Mã Quang đứng đầu thắng thế, Tô Triệt được triệu về kinh lãnh chức Bí thư sảnh Hiệu thư lang, rồi lần lượt trải các chức: Hữu tư giám, Khởi cư lang, Trung thư xá nhân, Thị lang bộ Hộ, quyền Thượng thư bộ Lại (1089). Cũng trong năm đó (1089), ông cùng Hình bộ thị lang Triệu Quân Tích được cử đi sứ nước Liêu (Khiết Đan). Trở về nước, ông nhận chức Ngự sử trung thừa, rồi làm Môn hạ thị lang, nắm quyền chấp chính .
Nhưng khi Tống Triết Tông thay đổi triều chính, phái Tân pháp lại được phục hồi, Tô Triệt lại dâng thư cản ngăn (1094), liền bị biếm ra coi Nhữ Châu, và liên tiếp bị đổi đi nhiều nơi khác nữa.
Năm 1100, Tống Huy Tông (ở ngôi: 1100-1125) lên nối ngôi, Tô Triệt vẫn tiếp tục cuộc sống nay đây mai đó. Sau, ông được phục chức Thái trung đại phu, nhưng khi Thái Kinh làm Tể tướng, ông lại bị giáng xuống làm Triều nghị đại phu, rồi lại phục chức cũ là Thái trung đại phu.
Khi Tô Triệt đã 62 tuổi, vì quá chán ngán con đường hoạn lộ, ông dâng biểu xin nghỉ hưu, rồi đến dưỡng lão ở Hứa Xương (nay thuộc Hà Nam, Trung Quốc) . Vì sống bên dòng Dĩnh Thủy, nên ông lấy hiệu là Dĩnh Tân Di Lão, quay về với thú điền viên, đọc sách và trước thuật.
Năm 1112, Tô Triệt mất, thọ 73 tuổi, được truy tặng là Đoan Minh điện học sĩ.

## Tác phẩm
Các trước tác quan trọng của Tô Triệt có: 
- Loan Thành tập (Tập văn ở Loan Thành).
- Ứng chiếu tập (Tập văn đáp lại lời chiếu) [5]

Nhìn chung, Tô Triệt chịu ảnh hưởng của cha (Tô Tuân) và anh (Tô Thức), lấy Nho giáo làm nền tảng, đặc biệt quý trọng Mạnh Tử. Ông có làm thơ, nhưng chủ yếu vẫn là nhà tản văn, sở trường về chính luận và sử luận.

## Sách tham khảo
- Hà Minh Phượng-Trần Kiết Hùng, Đường-Tống bát đại gia. Nhà xuất bản Đồng Nai, 1996.
- Trần Đình Sử, mục từ "Tô Triệt" in trong Từ điển văn học (bộ mới). Nhà xuất bản Thế giới, 2004.